# Ruž za usne
Ruž za usne je kozmetički proizvod koji se nanosi na usne. Kao i većinu šminke, koriste ga obično žene.

## Povijest
Riječ ruž dolazi od francuske riječi rouge, što znači crveno i zapravo sve do druge polovice dvadesetog stoljeća ruž za usne je bio definiran isključivo nijansama crvene. Već su žene u drevnoj Civilizaciji Doline Inda koristile svojevrsni ruž za usne dobiven od usitnjenog poludragog kamenja, a stare Egipćanke su ga izvlačile iz posebne vrste algi te miješale boju s jodom i bromom, što je dovodilo do teških bolesti. Kleopatra je svoj ruž pravila od drobljenih mravi i kosenila, koji su bogati prirodnim crvenilom, a za sjaj je dodavala blještavu tvar iz ribljih ljuski. 
Tijekom zlatne ere islamske civilizacije andaluzijski kozmetičar Abu al-Qasim al-Zahraw izumio je kruti ruž koji je bio usto parfimiran i oblikovan u posebnim kalupima. U srednjovjekovnoj Europi ruž je bio zabranjen od strane Crkve jer se mislilo da je "utjelovljenje Sotone" i "kozmetika za prostitutke". Ruž je počeo stjecati popularnost u Engleskoj u 16. stoljeću zahvaljujući kraljici Elizabeti I., koja je uvela stil bijelih lica i izrazito crvenih usana koje su u to vrijeme bile obojene mješavinom pčelinjeg voska i crvenila dobivenog iz biljaka. Prvi ruž u tubi proizveden je 1870. i nosio je naziv Prvi ruž u tubi proizveo je Guerlain 1870. godine i, premda već odavno zaboravljen, nosio je naziv Ne m'oubliez pas' oliti (u prijevodu Ne zaboravi me). Godine 1952. ruž je prvi put bio reklamiran u novinama u kampanji pod nazivom "Fire & Ice".